# تندیس داوود
تندیس داوود در سال ۱۵۰۴ میلادی، به وسیله میکل‌آنژ، نقاش و مجسمه‌ساز برجسته ایتالیائی ساخته شد. تندیس داوود، ۵٫۱۷ متر ارتفاع دارد و از سنگ مرمر ساخته شده‌است. تندیس داوود از شاهکارهای عصر رنسانس محسوب می‌شود.
این تندیس پرتره یکی از قهرمانان کتاب مقدس به نام داوود را در حال تفکر به تصویر می‌کشد. بسیاری معتقدند این مجسمه داوود را درست قبل از اینکه به نمایندگی از اسرائیل با جالوت (پهلوان فلیسطی‌ها) مبارزه کند، نشان می‌دهد. عده دیگری تصور می‌کنند مجسمه حکایت از داوود بعد از پیروزی در این نبرد را دارد. مجسمه داوود نماد دفاع از آزادی‌های جمهوری فلورانس که دولتی مستقل بوده و از هر سو توسط دولت‌های رقیب و استبداد خاندان مدیچی (Medici) تهدید می‌شد، محسوب می‌شود. مجسمه کامل در ۸ سپتامبر سال ۱۵۰۴ پرده برداری شد. چشمان داوود با نگاهی مملو از اخطار به سوی روم زل زده بود.

## تاریخچه
تندیس داوود، به عنوان شکست‌دهنده گولیات (جالوت)، سمبل و نماد شهر فلورانس نیز محسوب می‌شود. از این مجسمه تا سال ۱۸۷۳ میلادی، در فضای باز نگهداری می‌شد. این مجسمه در جریان شورش سال ۱۵۷۱ آسیب دید، از این روی به گالری آکادمی هنرهای فلورانس انتقال یافت و تاکنون در آن مکان قرار دارد.
تاریخ حکایت از تلاش مایکل انجلو بین سالهای ۱۵۰۱ تا ۱۵۰۴ برای ساخت این مجسمه می‌کند. پیش از میکل آنژ مدیران کلیسای فلورانس که بیشتر شامل افراد انجمن صاحب نفوذ پارچه پشمی (Woolen Cloth Guild) بودند، طرحی مبنی بر ساخت ۱۲ مجسمه بزرگ از روایات عهد عتیق بر روی دیوارهای کلیسای سانتا داشتند که تنها دو مجسمه از دوازده مجسمه توسط دوناتلو و دستیارش اگوستینو ساخته شد. بعدها در پی اشتیاق به ادامه این پرو‍ژه در سال ۱۴۶۴ دوباره با اگوستینو قراردادی مبنی بر ساخت مجسمه داوود بسته شد. اگوستینو تنها موفق شد شمایل ابتدایی پاها، مچ و قسمتی از لباس و فضای بین دو پای مجسمه را بسازد. اگوستینو در سال ۱۴۶۶ پس از مرگ استادش دوناتلو به دلایل نا معلومی دست از کار کشید، سپس قراردادی با آنتونیو روسلو مبنی بر ادامه پروژه بسته شد. قرارداد آنتونیو پس از مدت کوتاهی فسخ شد.
سنگ مرمری که از معدنی در کاررا در شهری واقع در منطقه اپوان آلپ در شمال توسکانی استخراج شده بود، به مدت ۲۵ سال تمام دست نخورده به حال خود رها شده بود. در طی این مدت مجسمه نیم ساخته در حیاط کلیسا بدون حفاظت رها شده بود. این موضوع توجه بسیاری از صاحب منظران را به خود جلب کرد، چرا که تکه مرمر بسیار بزرگ که برای ساخت مجسمه به حیاط کلیسا آورده شده بود حکایت از هزینه‌های بسیار شامل نیروی صرف شده و زحمت حمل و نقلش به فلورانس می کرد. در سال ۱۵۰۰، در فهرست داراییهای کارگاهی کلیسا این تکه سنگ را شمایلی از داوود نامیدند که نیمه کاره رها شده‌است. یک سال بعد اسناد حکایت از تلاش اپرای مبنی بریافتن هنرمندی دیگر دارد که بتواند این تکه سنگ بزرگ مرمری را تبدیل به اثری هنری کند. آنها دستور دادند تا استادی که در زمینه مجسمه‌سازی بر روی این گونه سنگ‌های بزرگ -که آن‌ها نام «غولی که بر روی دوپا سوار است» را برآن نهاده بودند- را بررسی کرده و نظر نهایی اش را اعلام کند. گرچه لئوناردو دا وینچی و بسیاری دیگر مورد مشاوره قرارگرفتند اما این میکل آنژ جوان بود که با وجود سن پایین (۲۶ سالگی) توانست اپرای را متقاعد کند که پروژه را به او بسپارند. در ۱۶ اگوست ۱۵۰۱ میکل آنژ به‌طور رسمی قراردادی مبنی بر ساخت مجسمه داوود منعقد کرد. او از شامگاه دوشنبه ۱۳ سپتامبر، یک ماه بعد از انعقاد قرارداد کار بر روی مجسمه را شروع کرد، کاری که ۳ سال به طول انجامید.

## جزئیات
مجسمه داوود میکل آنژ برپایه نقاشی هنری از شمایل یک مرد می‌باشد، او مجسمه‌سازی را نوع بالاتری از هنر در نظر می‌گرفت و در میان دلایل بسیار، او مجسمه‌سازی را تقلیدی از آفرینش الهی می‌دانست. از آنجا که میکل آنژ معتقد به Designo بود، با این فرضیه مجسمه را ساخت که تصویر داوود از قبل درون تکه سنگ مرمری وجود داشته، درست مانند روح انسان که درون کالبد فیزیکی وجود دارد. این مجسمه همچنین نمونه‌ای از سبک کنتراپوستو-Contrapposto – شمایل انسان است. در اوج رنسانس سبک کنتراپوستو برداشتی از ویژگی‌های مشخص از مجسمه‌های آنتیک بود. همان‌طور که در مجسمه داوود میکل آنژ نمود پیدا کرد: شمایل انسانی که تمام وزن بدن را روی یک پا انداخته و پای دیگر در حالت استراحت می‌باشد. این حالت قدیمی باعث می‌شود ران ها و شانه‌های مجسمه در زاویه متضاد هم قرار بگیرند، و یک حالت S مانند به کل بالاتنه بدهند. به‌علاوه صورت مجسمه به سمت چپ می‌باشد درحالی که دست چپ به سمت شانه چپ تکیه کرده و فلاخن از پشتش رو به پایین آویزان است. مجسمه داوود میکل آنژ تبدیل به معروفترین اثر مجسمه‌سازی دوران رنسانس و سمبل قدرت و زیبایی جوانی بدن انسان شده‌است. تناسب در این مجسمه به‌طور کامل رعایت نشده: سر و بالاتنه مقداری بزرگتر از پایین‌تنه ساخته شده‌است. دستها نیز نسبتاً بزرگتر از حد معمول ساخته شده‌اند. بعضی معتقدند که این عدم تناسب به علت پیروی از سبک مانریست-Mannerist – می‌باشد درحالی که عده‌ای دیگر بر این باورند که چون از ابتدا قصد بر قرار گرفتن مجسمه بر روی دیوار بلند کلیسا بوده، این تناسب از زاویه پایین‌تر و دور تر درست جلوه می‌کند.

## در فرهنگ عمومی
مجسمه داوود در بسیاری از نقاط دنیا شبیه‌سازی شده‌است.
از معروف‌ترین تندیس‌های شبیه‌سازی شده داوود، می‌توان به مجسمه داوود در شهر بوفالو در ایالات متحده آمریکا و تندیس شبیه‌سازی شده مجسمه داوود در میدان سینورای فلورانس، ایتالیا نام برد.